# Lukas Gangel
Lukas Gangel (* 27. September 1998 in Wien) ist ein österreichischer Handballspieler.

## Karriere
Gangel spielte in seiner Jugend beim Handballclub Fivers Margareten Handball. Neben seiner Aktivität im Vereinssport war der Linkshänder Schüler des Gymnasium Astgasse und lief für diese im Schulhandball auf. Mit der Schulmannschaft konnte er 2013 den Landesmeistertitel feiern.
Zwischen 2016/17 und 2020/21 war Gangel für die zweite Mannschaft der Fivers in der HLA Challenge aktiv. Ab 2017/18 wurde er auch in der ersten Mannschaft, in der HLA Meisterliga, eingesetzt. Seit 2021/22 läuft Gangel ausschließlich für die Kampfmannschaft auf. In der Saison 2020/21 nahm er mit den Fivers an der EHF European League teil und kam mit der Mannschaft bis in das Achtelfinale, in welchem man gegen die Füchse Berlin ausschied. 2021/22, 2022/23, 2023/24 und 2024/25 nahm Gangel mit dem Handballclub Fivers Margareten am EHF European Cup teil. Im Oktober 2023 verletzte sich der Außenspieler im EHF European Cup-Spiel gegen den HC Baník Karviná an der Hand und am Sprunggelenk und konnte so mehrere Wochen nicht für das Team auflaufen.

## Erfolge
- 1× Österreichischer Meister 2017/18
- 1× Österreichischer Pokalsieger  2020/21

## Saisonstatistik

### HLA Meisterliga
| 2017/18   | Fivers WAT Margareten                                           | HLA Meisterliga                                                 | 07                                                              | 04                                                              | 1/1                                                             | 03                                                              |                                                                 |                                                                 |                                                                 |                                                                 |
| 2018/19   | Fivers WAT Margareten                                           | HLA Meisterliga                                                 | 09                                                              | 016                                                             | 3/3                                                             | 013                                                             |                                                                 |                                                                 |                                                                 |                                                                 |
| 2019/20   | Saison aufgrund der COVID-19-Pandemie in Österreich abgebrochen | Saison aufgrund der COVID-19-Pandemie in Österreich abgebrochen | Saison aufgrund der COVID-19-Pandemie in Österreich abgebrochen | Saison aufgrund der COVID-19-Pandemie in Österreich abgebrochen | Saison aufgrund der COVID-19-Pandemie in Österreich abgebrochen | Saison aufgrund der COVID-19-Pandemie in Österreich abgebrochen | Saison aufgrund der COVID-19-Pandemie in Österreich abgebrochen | Saison aufgrund der COVID-19-Pandemie in Österreich abgebrochen | Saison aufgrund der COVID-19-Pandemie in Österreich abgebrochen | Saison aufgrund der COVID-19-Pandemie in Österreich abgebrochen |
| 2020/21   | Fivers WAT Margareten                                           | HLA Meisterliga                                                 | 016                                                             | 020                                                             | 0/0                                                             | 020                                                             |                                                                 |                                                                 |                                                                 |                                                                 |
| 2021/22   | Fivers WAT Margareten                                           | HLA Meisterliga                                                 | 027                                                             | 062                                                             | 0/0                                                             | 062                                                             |                                                                 |                                                                 |                                                                 |                                                                 |
| 2022/23   | Fivers WAT Margareten                                           | HLA Meisterliga                                                 | 025                                                             | 046                                                             | 0/0                                                             | 046                                                             |                                                                 |                                                                 |                                                                 |                                                                 |
| 2023/24   | Fivers WAT Margareten                                           | HLA Meisterliga                                                 | 018                                                             | 028                                                             | 0/0                                                             | 028                                                             |                                                                 |                                                                 |                                                                 |                                                                 |
| 2024/25   | Fivers WAT Margareten                                           | HLA Meisterliga                                                 | 027                                                             | 112                                                             | 0/0                                                             | 112                                                             |                                                                 |                                                                 |                                                                 |                                                                 |
| 2017–2025 | gesamt                                                          | HLA Meisterliga                                                 | 129                                                             | 288                                                             | 4/4 (100 %)                                                     | 284                                                             |                                                                 |                                                                 |                                                                 |                                                                 |

### HLA Challenge
| 2016/17   | Handballclub Fivers Margareten                                  | HLA Challenge                                                   | 025                                                             | 037                                                             | 8/8                                                             | 029                                                             |                                                                 |                                                                 |                                                                 |                                                                 |
| 2017/18   | Handballclub Fivers Margareten                                  | HLA Challenge                                                   | 023                                                             | 133                                                             | 36/53                                                           | 097                                                             |                                                                 |                                                                 |                                                                 |                                                                 |
| 2018/19   | Handballclub Fivers Margareten                                  | HLA Challenge                                                   | 021                                                             | 079                                                             | 20/31                                                           | 059                                                             |                                                                 |                                                                 |                                                                 |                                                                 |
| 2019/20   | Saison aufgrund der COVID-19-Pandemie in Österreich abgebrochen | Saison aufgrund der COVID-19-Pandemie in Österreich abgebrochen | Saison aufgrund der COVID-19-Pandemie in Österreich abgebrochen | Saison aufgrund der COVID-19-Pandemie in Österreich abgebrochen | Saison aufgrund der COVID-19-Pandemie in Österreich abgebrochen | Saison aufgrund der COVID-19-Pandemie in Österreich abgebrochen | Saison aufgrund der COVID-19-Pandemie in Österreich abgebrochen | Saison aufgrund der COVID-19-Pandemie in Österreich abgebrochen | Saison aufgrund der COVID-19-Pandemie in Österreich abgebrochen | Saison aufgrund der COVID-19-Pandemie in Österreich abgebrochen |
| 2020/21   | Handballclub Fivers Margareten                                  | HLA Challenge                                                   | 09                                                              | 047                                                             | 6/9                                                             | 0                                                               |                                                                 |                                                                 |                                                                 |                                                                 |
| 2016–2021 | gesamt                                                          | HLA Challenge                                                   | 078                                                             | 296                                                             | 70/101 (69 %)                                                   | 226                                                             |                                                                 |                                                                 |                                                                 |                                                                 |